# Histoire de la vallée de l'Ubaye
La vallée de l'Ubaye, dans les Alpes-de-Haute-Provence, possède une histoire riche, de la Préhistoire à nos jours.

## Protohistoire
Les premiers habitants de la vallée de l'Ubaye s'y installèrent probablement vers l'âge du bronze, dans la Moyenne vallée de l'Ubaye, zone où la vallée est la plus large et la plus fertile.
Des tombes et tertres de l'âge du fer ont été retrouvées dans la vallée, notamment la terte des Sagnes, datant du IIe siècle av. J.-C., qui indiquent la réoccupation d'un site plus ancien datant de -4000 environ.
Une étude approfondie de 1966 envisage qu'antérieurement à la présence romaine, deux peuplades distinctes divisaient la vallée, l'une occupant la moyenne vallée (future Civitas Rigomagensis), l'autre la haute vallée en amont de Jausiers (futur Vallis Moccensis). Elle affirme que « les documents du haut Moyen Âge et du Moyen Âge marquent tous une nette distinction entre ces deux cantons naturels, dont il faut peut-être chercher l'origine dans le peuplement pré-romain de la vallée. »

## Antiquité

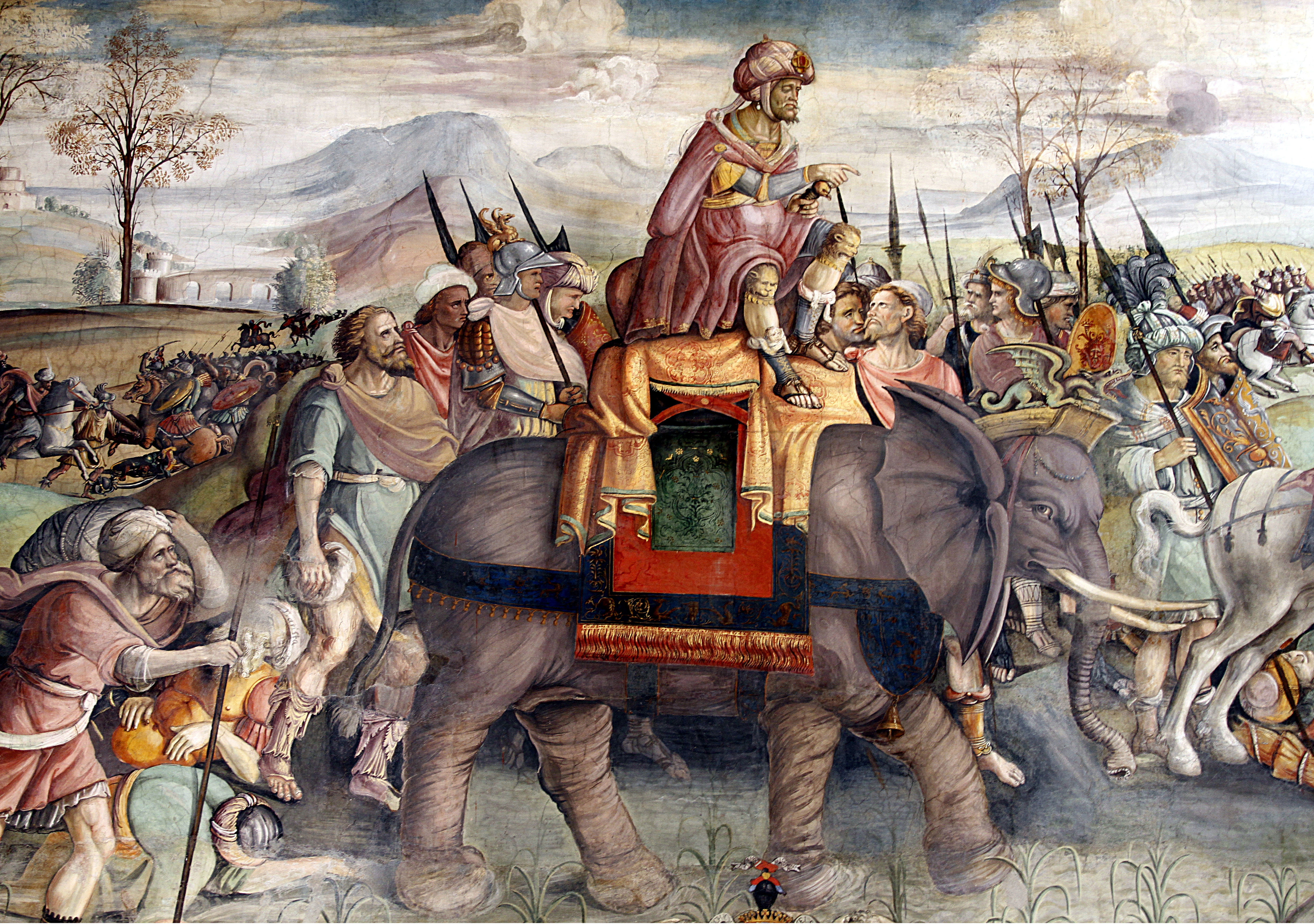
D'après le marquis de Saint-Simon, Hannibal aurait traversé les Alpes en passant par la vallée de l'Ubaye, mais cette hypothèse est aujourd'hui rejetée par la majeure partie des historiens

Au début du Ier millénaire av. J.-C., des bergers ligures s'installèrent dans la vallée de l'Ubaye, d'abord l'été pour faire paître leurs moutons, puis toute l'année. D'après Polybe, ils étaient « à peu près sauvages, se nourrissant du lait de leurs brebis et du produit de leur chasse, sans lois, sans industrie, vivant dans des cabanes informes, couvertes de chaume et de roseau, dispersées çà et là ».
Quelques siècles plus tard, l'arrivée des Celtes donna naissance à un peuple celto-ligure « très nombreux » selon Polybe, belliqueux mais néanmoins civilisé et commerçant, dont César vanta la bravoure : les Ésubiens,. L'ouvrage Histoire des Gaules place aussi les Ésubiens dans la vallée de l'Ubaye.
Au IIIe siècle av. J.-C., les Esubiens se confédérèrent avec leurs voisins des Alpes du Sud, donnant naissance à une confédération d'une douzaine de tribus.
D'après certains auteurs anciens, comme le marquis de Saint-Simon ou Aymar du Rivail, ce fut dans la vallée de l'Ubaye que se fit le passage des Alpes par Hannibal, au col du Longet ou au col de Larche. Il existe par ailleurs, près du col de la Bonette, un lieu-dit de la « Pierre d'Hannibal ». D'après Paul Azan, les Ésubiens auraient fait partie des peuplades alpines s'étant alliées avec Hannibal contre Rome. Cependant, ces hypothèses sont rejetées par les historiens modernes.
En 58 av. J.-C., les Esubiens firent partie de l'alliance qui tenta d'empêcher César de franchir les Alpes au col du Montgenèvre. Les Romains furent vainqueur grâce à l'appui de Donnus, un roitelet ligure romanisé allié de Rome, qui régnait sur un petit royaume dans l'actuelle partie italienne des Alpes du Sud et qui avait Segusio (Suse) pour capitale. En récompense, César agrandit le royaume de Donnus de la vallée de la Haute-Durance et de la vallée de l'Ubaye (appelée Vallis Montium par les Romains, la « vallée des Monts »), signant la fin de l'indépendance ésubienne.
À la mort de Donnus en 44 av. J.-C., la vallée de l'Ubaye passa donc à son fils, Marcus Julius Cottius. En 14 av. J.-C., ce dernier se révolta contre Auguste, puis voyant qu'il ne pouvait vaincre, capitula. Son royaume fut intégré à l'Empire romain et divisé en deux provinces. La vallée de l'Ubaye, maintenant terre romaine, fut intégré à une petite province ayant l'actuelle Embrun pour capitale et gouverné par un certain Albanus Bassulus. Peu après, cette petite province fut intégrée à la Gaule narbonnaise. En 36 apr. J.-C., la vallée fut intégrée par Néron dans la province des Alpes Cottiennes.
L'archéologie confirme l'implantation romaine dans la commune de Faucon-de-Barcelonnette (présence de tombeaux et autres vestiges). Par ailleurs, une voie romaine reliant l'Italie à Gap traversait la vallée, passant par le col de Larche. Par ailleurs, il est possible qu'un camp militaire romain ait été installé près de l'actuel village de Tournoux, hameau aval de Saint-Paul. D'ailleurs, le nom de ce hameau proviendrait de Turnus, un général romain, ou alors d'après d'autres sources du mot "Turris Nova", ce qui pourrait confirmer une implantation militaire.
Après cela, la vallée de l'Ubaye se dépeupla de ses habitants originels, se couvrant petit à petit d'épaisses et sombres forêts de mélèzes, si bien que plus tard, durant le Haut Moyen Âge, elle fut nommée Vallis Nigra : la Vallée Noire. Seuls quelques petits villages et hameaux restaient, dispersés.
Au IIIe siècle, saint Pons débuta l'évangélisation de la vallée, suivi au IVe siècle par saint Domnin et saint Vincent. Elle fut rattachée au diocèse d'Embrun, et cela jusqu'à la Révolution.

## Moyen Âge

### Haut Moyen Âge
Après la chute de l'Empire romain, la vallée de l'Ubaye passa aux Wisigoths en 476, puis aux Ostrogoths en 509, puis aux Francs en 539. Elle fit donc partie de l'empire de Charlemagne, pour ensuite appartenir à la Francie médiane, puis au royaume de Bourgogne en 855, avant de devenir possession du royaume d'Italie en 863.
Au IXe siècle, des pillards sarrasins s'implantèrent dans les hauteurs de la vallée, dévastant la région. Leurs présences auraient influencé certains toponymes comme Maurin (hameau de Saint-Paul-sur-Ubaye), La Maure (hameau de Barcelonnette) ou Le Pied de la Maure (lieu dit d'Uvernet-Fours, mais ces interprétations ne font pas l'unanimité. Ils ne furent éliminés qu'en 983.

### Moyen Âge central
L'Ubaye fut ensuite transféré du Royaume d'Italie au royaume de Provence avant de tomber sous la coupe du Saint-Empire romain germanique en 1032. Elle fit ensuite partie du comté de Provence jusqu'en 1388.
Au XIIe, des immigrants venus d'Italie s'installent dans la vallée, qui reprend peu à peu vie après avoir végété depuis l'époque romaine. À l'époque, les deux gros bourg de la vallée étaient Faucon (aujourd'hui Faucon-de-Barcelonnette), où vivait les seigneurs de la vallée, et Drolla (l'actuel Saint-Pons). En 1230, ces deux villes se mirent d'accord pour fonder une ville nouvelle, à égale distance entre les deux, au lieu-dit de Bérardon. Avec l'accord de l'archevêque d'Embrun et du comte Raimond-Bérenger IV de Barcelone, ce fut la naissance de Barcelonnette en 1231. Le comte en fit la capitale administrative de la vallée, qui entre le XIIIe et le milieu du XXe fut appelée « vallée de Barcelonnette ». Le comte offrit aussi à la vallée de nombreux privilèges financiers (notamment le droit de ne pas payer de taxes sur le sel) et une grande autonomie. Il y eut juste un magistrat nommé par le comte et chargé de rendre justice en son nom, le viguier. Sinon la vallée était administrée par des conseils dont les membres étaient élus tous les ans par les chefs de familles.

### Moyen Âge tardif
La Provence passa plus tard à la maison d'Anjou. La vallée passa sous la dépendance de la sénéchaussée de Forcalquier, et dû partager sa viguerie avec Seyne. La vallée de l'Ubaye comme le reste de la Provence eu à souffrir de cette domination de la maison d'Anjou durant le XIVe siècle (taxes, pillages, etc.). De plus, l'Ubaye fut touchée par la peste noire en 1348 et en 1349, et dans les années 1360 plusieurs hivers plus rigoureux que coutume eurent lieu. Après ces calamités, les comtes de Provence se lancèrent dans des guerres coûteuses dans les années 1380. C'était plus que les Ubayens pouvaient supporter. En 1383, les habitants de Saint-Paul-sur-Ubaye demandèrent au comte de Savoie Amédée VII d'annexer leur commune, ce qu'il fit, en leur rendant les privilèges autrefois accordée par Raimond Bérenger IV à la vallée. En 1388, le reste de la vallée de l'Ubaye était annexée par la Savoie. Trop concentrés par leurs guerres italiennes, les comtes de Provence ne firent rien pour reprendre la vallée.
Durant plus d'un siècle, l'Ubaye avec ses privilèges retrouvés vécut en paix sous le giron savoyard, avec une grande autonomie.

## Temps modernes

### Émergence d'un passage convoité

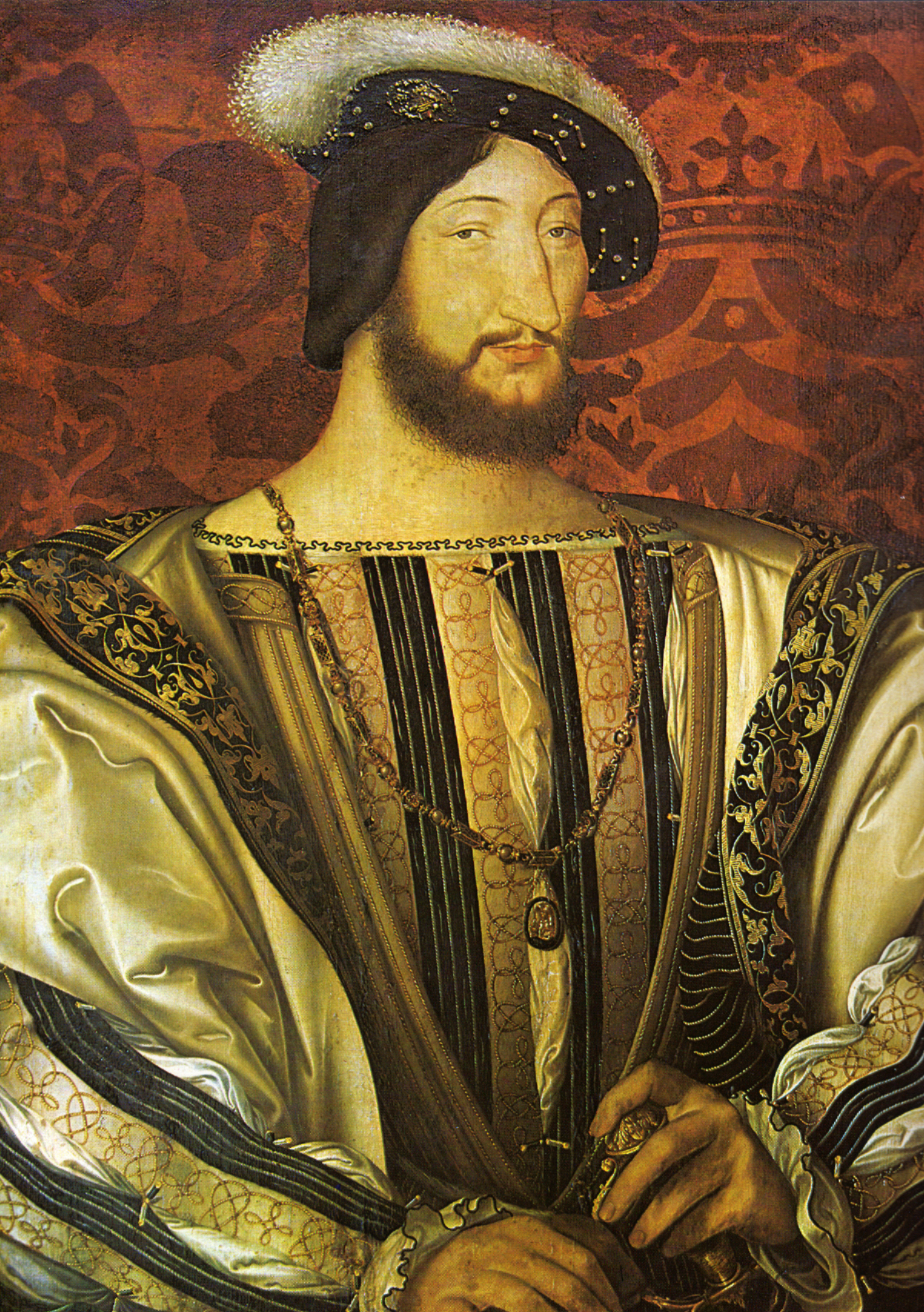
François Ier, roi de France et premier chef de guerre moderne à avoir exploité la valeur militaire de la vallée de l'Ubaye

En 1515, les cols du Mont-Cenis et de Montgenèvres étant surveillés par les Suisses, François Ier décida de passer les Alpes par le col de Larche, avec 32 000 fantassins, 2 500 cavaliers et près de 400 pièces d'artilleries. Un immense travail fut nécessaire aux troupes du génie pour transformer le sentier commercial muletier en voie apte au charroie pour ce conflit majeur d'artillerie. Cet épisode donna une dimension stratégique toute nouvelle à la vallée de l'Ubaye.
En 1536, ne doutant pas que Charles Quint allait emprunter le col de Larche pour attaquer la France, il ordonna à ses troupes de pratiquer la tactique de la terre brûlée en Ubaye, faisant beaucoup de dégâts. Par la suite, Charles Quint modifia son itinéraire, ce qui évita à la vallée de subir le passage et l'occupation d'une armée ennemie. En 1538, un accord entre François Ier et Charles Quint fit officiellement de la vallée de l'Ubaye une terre française après des années de possession française officieuse ; un accord appelée la « Trêve » ou paix de Nice met fin à la huitième guerre d'Italie.
En 1559, la paix du Cateau-Cambrésis rendit la vallée de l'Ubaye au duché de Savoie. Une nouvelle fois, le duc de Savoie rendit aux Ubayens leurs anciens privilèges, révoqués par François Ier.
En 1589, de nombreux protestants en fuite vinrent se réfugier dans la vallée de l'Ubaye. Les Ubayens étaient très attachés au catholicisme, mais étaient aussi très tolérants et les accueillirent donc volontiers. Cependant, certains protestants tentèrent de les convertir à la Réforme, et devant le refus des habitants, utilisèrent le meurtre et la menace. À la suite des plaintes ubayennes, le duc de Savoie leur offrit la capitulation ou la mort, et ils furent pourchassés. Par la suite, le chef des protestants dans les Alpes, Lesdiguières, ravagea l'Ubaye et assiégea Barcelonnette. Il en détruisit les remparts puis quitta la vallée. Depuis ce jour, il n'y eut plus de protestants dans la vallée de l'Ubaye.
En 1629, et 1630, la vallée de l'Ubaye fut de nouveau frappée par une épidémie de peste, qui fit de nombreux morts.
En 1646 fut créé le collège religieux de Barcelonnette, établissement renommé dans toutes les Alpes au XVIIe siècle.
Le contexte était alors à la redynamisation catholique qu'on nomme maintenant la « contre-réforme ». Elle prenait en Ubaye un caractère particulier avec de très vives tensions. Sous l'impulsion du pouvoir savoyard et refusant très souvent d'abjurer, les protestants furent quasiment chassés par les pressions en 1634, anticipant ainsi les départs en Dauphiné à la suite de la révocation de l'édit de Nantes de 1685.
La guerre de 1688 ayant de nouveau montré l'importance stratégique de l'Ubaye, des forteresses furent construites près de l'actuelle commune de Saint-Vincent-les-Forts, pour surveiller la frontière franco-savoyarde au niveau de l'Ubaye.

### Séparation desvallées occitanes, rupture culturelle

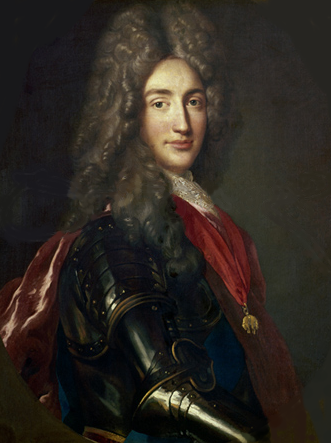
Jacques Fitz-James de Berwick, maréchal de France, responsable du rattachement de l'Ubaye à la France en 1713.

Quelques années plus tard éclata la guerre de Succession d'Espagne. D'abord alliée de la France, la Savoie changea bientôt de camp. En 1707, la vallée de l'Ubaye fut occupée par l'armée française, qui établit un camp à Tournoux, en face du débouché du vallon de l'Ubayette qui mène à l'Italie. En 1709, l'Ubaye fut une pièce maîtresse du système de communication de l'armée française des Alpes, commandée par Berwick. Le 21 juillet 1710, l'armée piémontaise passa le col de Larche pour reprendre la vallée de l'Ubaye. Ne pouvant prendre le camp de Tournoux, elle s'installa dans les environs à Fouillouse à Saint-Paul-sur-Ubaye. Quelques années plus tard, au Congrès d'Utrecht, Louis XIV abandonna de nombreuses vallées des Alpes italiennes. Berwick insista auprès du roi de France pour que la vallée de l'Ubaye soit demandée en compensation. En 1713, le traité d'Utrecht rattache officiellement la vallée de l'Ubaye au royaume de France.
L'établissement de la frontière rompt un lien culturel et très économique (quasi vitale) de ce territoire d'avec l'autre versant. Aujourd'hui les vallées occitanes italiennes se reconnaissent vraiment des mêmes racines (linguistiques et culturels). Le rattachement administratif de la vallée de l'Ubaye à la Provence, se fait malgré les insistantes demandes du Parlement de Grenoble de la rattacher au Dauphiné.
La vallée était divisée en neuf communautés : Le Lauzet, Méolans, Revel, Barcelonnette, Jausiers, Le Châtelard, Meyronnes, Larche. Chacune était gérée par un conseil, dont les membres, appelés consuls, étaient élus chaque année. Chaque communauté était divisée en quartiers et hameaux, dont chacun était représenté par au moins un conseil (sauf Fours, hameau de Barcelonnette, qui n'en avait pas). Des administrateurs et des conseillers étaient adjoints aux consuls. Sur le plan fiscal, la vallée payait seulement 20 000 livres par an, et disposait de nombreux avantages fiscaux (pas de gabelle notamment). Militairement, un colonel à Barcelonnette était commandant militaire de la vallée.
En ce qui concerne la religion au XVIIIe siècle, la vallée de l'Ubaye dépendant du diocèse d'Embrun, et était divisée en 3 vicariats : Barcelonnette, Saint-Paul-sur-Ubaye et Revel. La vallée comptait 19 paroisses.
Économiquement, la vallée vivait de l'élevage des moutons, de la coupe du bois et du textile (laine et soie) principalement.
En 1740, à la suite d'un orage court mais très violent, il y eut un glissement de terrain entre Jausiers et La Condamine-Châtelard, qui provoqua un barrage naturel bloquant l'Ubaye, si bien qu'à Jausiers on "y prenait aisément les truites avec la main". Heureusement, ce barrage de terre se désagrégea ensuite petit à petit, ne libérant pas la rivière d'un coup. Lors de ce même orage, la foudre provoqua un incendie qui détruisit une partie de Barcelonnette.
En 1744, le prince de Conti à la tête de l'armée franco-espagnole dans les Alpes (guerre de Succession d'Autriche) bloqua les cols de Larche et du Longet, pour ensuite attaquer le Piémont par la vallée de la Stura. La présence militaire et les réquisitions qu'elle implique eurent un très mauvais impact sur l'économie ubayenne.
Le XVIIIe siècle fut considéré par la population comme un siècle noir. Les Valèians (désignation des Ubayens) perdirent au long du siècle leur autonomie, leurs régimes d'exceptions, la fin des faibles impositions. C'est le début d'un net déclin économique. Cent ans après, en 1820, l'Ubayen paye huit fois plus d’impôts et regrette le temps de la domination savoyarde. Il faut attendre 200 ans pour que les autorités officielles organisent une modeste commémoration du traité d'Utrech.

## Époque contemporaine

### Révolution et Premier Empire
La Révolution n'enthousiasma pas spécialement les Ubayens. En effet, ils vivaient depuis des siècles avec une relative autonomie, et donc les libertés nouvelles leur semblaient moins révolutionnaires qu’aux autres Français. La vallée se distingue du reste des Alpes par un taux d’alphabétisation beaucoup plus élevé De plus, si certaines familles appartenaient à la noblesse, elle n'avaient pas de droit seigneuriaux sur la Vallée. Quant au clergé ubayen, il était pauvre et proche des habitants. L'abolition des privilèges religieux et seigneuriaux n'eut donc aucun effet sur la vallée de l'Ubaye.
Sur le plan fiscal, l'abolition des privilèges mécontenta même les Ubayens : en effet, depuis Raimond-Bérenger IV en 1231, la vallée jouissait de nombreuses exonérations fiscales, si bien que dans le reste de la France la fin des privilèges baissa les impôts, dans la vallée de l'Ubaye elle les multiplia par 4.
Hormis quelques enthousiastes, les Ubayens regardèrent passer les différents événements de la Révolution le plus souvent avec calme. Cependant ils s'opposèrent vigoureusement à la constitution civile du clergé et n'accordèrent confiance qu'aux prêtres réfractaires.
Sur le plan militaire, un détachement de l’armée des Alpes s'installa au camp de Tournoux et ses dépendances, qui compta jusqu'à 9 000 soldats à certaines périodes (pour une population d'environ 16 000 habitants à l'époque). La redoute des Gleizolles, construite durant la guerre de Succession d'Autriche, fut remise en état sur ordre de Kellermann, chef de l'armée des Alpes. La nourriture et le bois de chauffage de ces troupes fut à la charge de la population, et l'économie ubayenne fut durement affectée par ses ponctions. En 1795, des soldats piémontais attaquèrent et rançonnèrent les habitants du hameau de Saint-Louis, près du village de Fours. Fours fut elle-même attaqué à plusieurs reprises. À Lans-en-Ubaye, hameau de Jausiers, un escadron de cavalerie hongroise détruisit les armes de la Garde Nationale et dérobèrent un troupeau de moutons. Après le pillage de la vallée de la Stura par les forces françaises de Tournoux, les armées sardes répliquèrent en incendiant le village de Larche.
Après la campagne d'Italie de Bonaparte en 1797, la vallée de l'Ubaye ne connut plus la guerre avant la Seconde Guerre mondiale.
Sur le plan administratif, la vallée de l'Ubaye fut intégrée au département des Basses-Alpes, et devint l'un des arrondissements (appelé district à l'époque) de ce département. Barcelonnette fut faite chef-lieu de ce district. Ce district était composé de 20 communes, réparties en 4 cantons.
- canton de Barcelonnette :
  - Barcelonnette
  - Les Thuiles
  - Saint-Pons
  - Uvernet et Fours, qui forment aujourd'hui la commune unique d'Uvernet-Fours
  - Faucon
  - Enchastrayes
  - Jausiers
  - Le Châtelard
- Canton du Lauzet :
  - Le Lauzet-Ubaye
  - Méolans et Revel, communes qui forment aujourd'hui la commune unique de Méolans-Revel
  - Ubaye
  - Pontis
  - La Bréole
  - Saint-Vincent-les-Forts

Avant la construction du barrage de Serre-Ponçon dans les années 1950, ces trois dernières communes étaient considérées comme faisant partie de la vallée de l'Ubaye. Le village d'Ubaye quant à lui n'existe plus aujourd'hui, étant sous les eaux du lac.
- Canton de Saint-Paul-sur-Ubaye :
  - Saint-Paul-sur-Ubaye
  - Meyronnes
  - Larche
- Canton d'Allos
  - Allos : cette ville ne fait pas partie de la vallée de l'Ubaye, mais en a suivi le destin (passage de la Provence à la Savoie, puis rattachement à la France) ; cependant, la communication par le col d'Allos (à plus de 2 200 m) avec le chef-lieu de district est impossible l’hiver.

Cette organisation fluctue par la suite. Le canton d'Allos est rattaché au district de Castellane, celui de Saint-Paul-sur-Ubaye est supprimé (aujourd'hui l'arrondissement de Barcelonnette ne compte que deux cantons). En 1850, La Condamine, un hameau de la commune du Châtelard, supplanta celui-ci et la commune fut renommée La Condamine-Châtelard.
Religieusement, la vallée de l'Ubaye passa au diocèse de Digne.
Après la Révolution, peu de choses se passèrent durant la première moitié du XIXe siècle. Sous la Restauration, un Ubayen, Jacques Manuel, natif de Barcelonnette et député libéral, devint célèbre après son expulsion de la Chambre des Députés. Dans les années 1830 la première route vraiment carrossable fut ouverte en Ubaye (la future D 900).

### Immigration ubayenne au Mexique et aux États-Unis

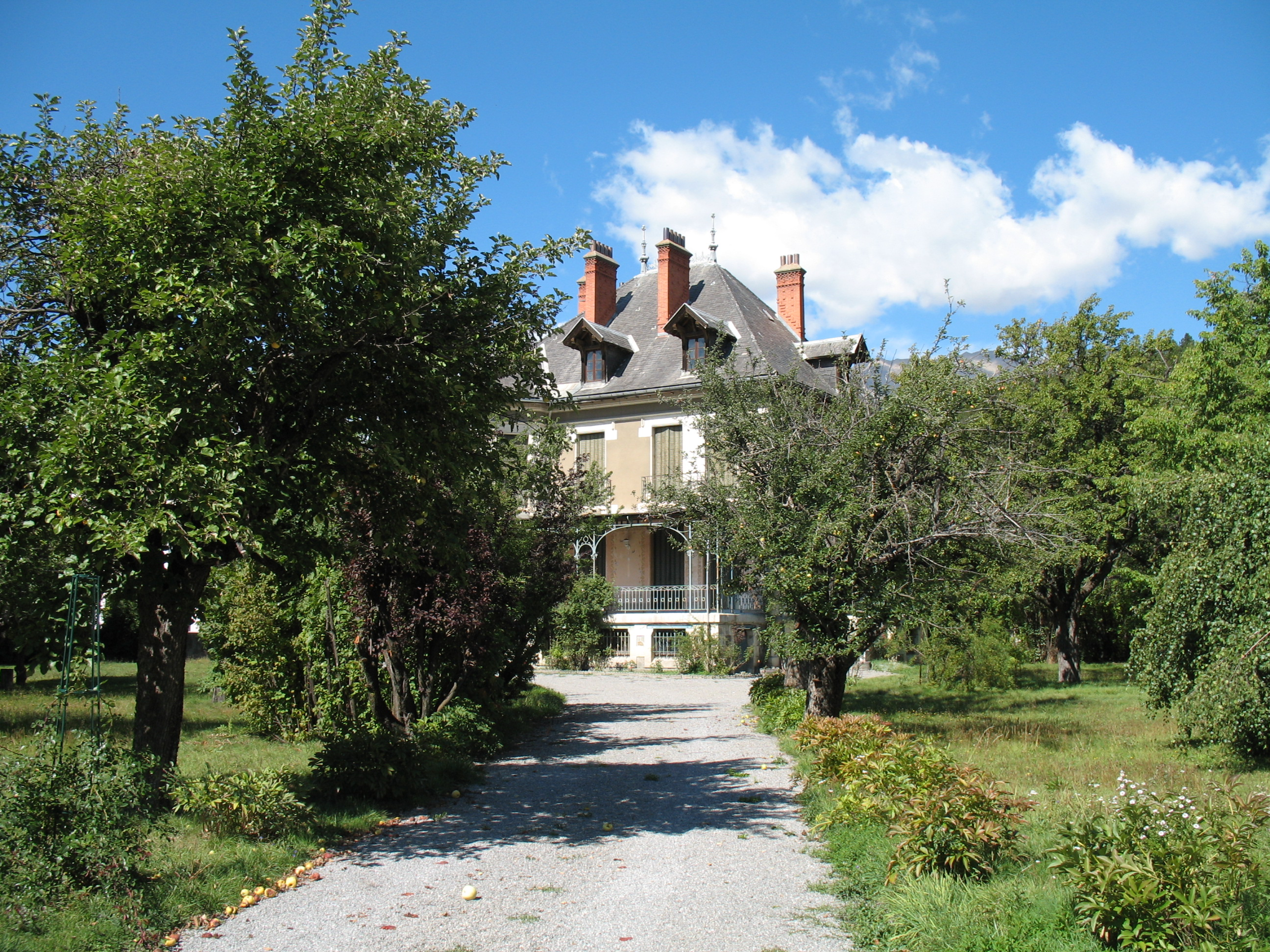
Une « villa mexicaine » de Barcelonette, témoin de la richesse de certains émigrés ubayens au Mexique

Le grand événement du XIXe dans la vallée de l'Ubaye, c'est l'émigration d'une partie de ses habitants en Amérique.
En 1805, Jacques Arnaud, un tisserand de Jausiers décide d'émigrer en Louisiane, où il se marie et fait venir ses frères. Ensemble, ils fondent la ville d'Arnaudville. En 1821, ils émigrent au Mexique avec trois de leurs anciens employés tisserands de Jausiers, Caire, Jauffred et Dherbez. Ils fondent un magasin de textile à Mexico, nommé Cajon de Ropas de las Sietes Portas. En 1837 les trois employés créent à leur tour un magasin, le Portal de las Flores. Caire et Jauffred reviennent dans la vallée de l'Ubaye riches, ce qui provoque l'émigration de milliers d'Ubayens durant le XIXe et le début du XXe siècle.
Dès 1875, l'industrie textile mexicaine, de gros comme au détail, est presque totalement détenue par les Ubayens, avec plusieurs centaines de magasins et d'usines. Ayant commencé par travailler comme détaillants ou grossistes dans le textile, les premiers « Barcelonnettes » participent au capital de la Banque Nationale du Mexique créée par Porfiro Diaz. Joseph Ollivier, arrivé au Mexique en 1850, fonde le magasin La Ciudad de Londres, puis devient l'un des fondateurs de la banque. Les Barcelonnettes contrôlent progressivement le marché du textile, investissent dans la papeterie (San Rafael), les compagnies d'irrigation (Hidalgo), la laine (San Idelfonso), et finissent par contrôler une grande part de l'industrie mexicaine. Ils arrivent à prendre le contrôle de banques concurrentes et transforment leurs boutiques en grands magasins, tel que El Puerto de Liverpool, La Ciudad de Londres, El Palacio de Hierro, El Puerto de Veracruz.
Beaucoup de Barcelonettes revinrent au pays immensément riche, faisant bâtir les somptueuses « villas mexicaines ». D'autres s'établissent définitivement au Mexique, où ils ont plus de 50 000 descendants aujourd'hui.

### XIXesiècle
Sur le plan politique, le XIXe a marqué une évolution dans la mentalité ubayenne : ils sont devenus profondément républicains. Lors de la Révolution de 1848, des arbres de la liberté furent plantés un peu partout dans la vallée. En 1851, lors du coup d'État de Louis-Napoléon Bonaparte, de nombreux Ubayens tentèrent de quitter la France, mais furent arrêtés par la douane avant d'arriver à la frontière italienne. De même, en 1852, un Ubayen, naïf mais profondément attaché à la République, décida de marcher sur Barcelonnette avec de nombreux autres républicains pour protester contre l'établissement du Second Empire, mais ici aussi le mouvement fut prématurément arrêté par les autorités, les Ubayens étant de nature pacifique et non violente, ils ne résistèrent pas aux gendarmes venus les disperser.
Le XIXe fut aussi celui du reboisement et des travaux de terrassement. En effet, à cette époque la vallée était largement déboisée, et le moindre orage pouvait provoquer des glissements de terrain catastrophiques (on se souvient de celui de 1740 déjà évoqué). Dès cette époque, l'administration des Eaux et Forêts commença donc à reboiser en masse la vallée, installer des barrages sur les torrents (comme le Riou Bourdoux ou le torrent des Sanières, qui provoquaient eux aussi des dégâts importants à chaque orage un peu violent), ainsi que des travaux de terrassement. Cette œuvre colossale ne fut achevée qu'un siècle plus tard au courant du XXe siècle, avec succès. Cependant même aujourd'hui, alors que ces risques sont devenus minimes, ce genre d'événement peut survenir. Ainsi, il y a quelques années, à la suite d'un orage violent, le torrent des Sanières avait endommagé la route D900 entre Jausiers et Barcelonnette.

### Activités militaires

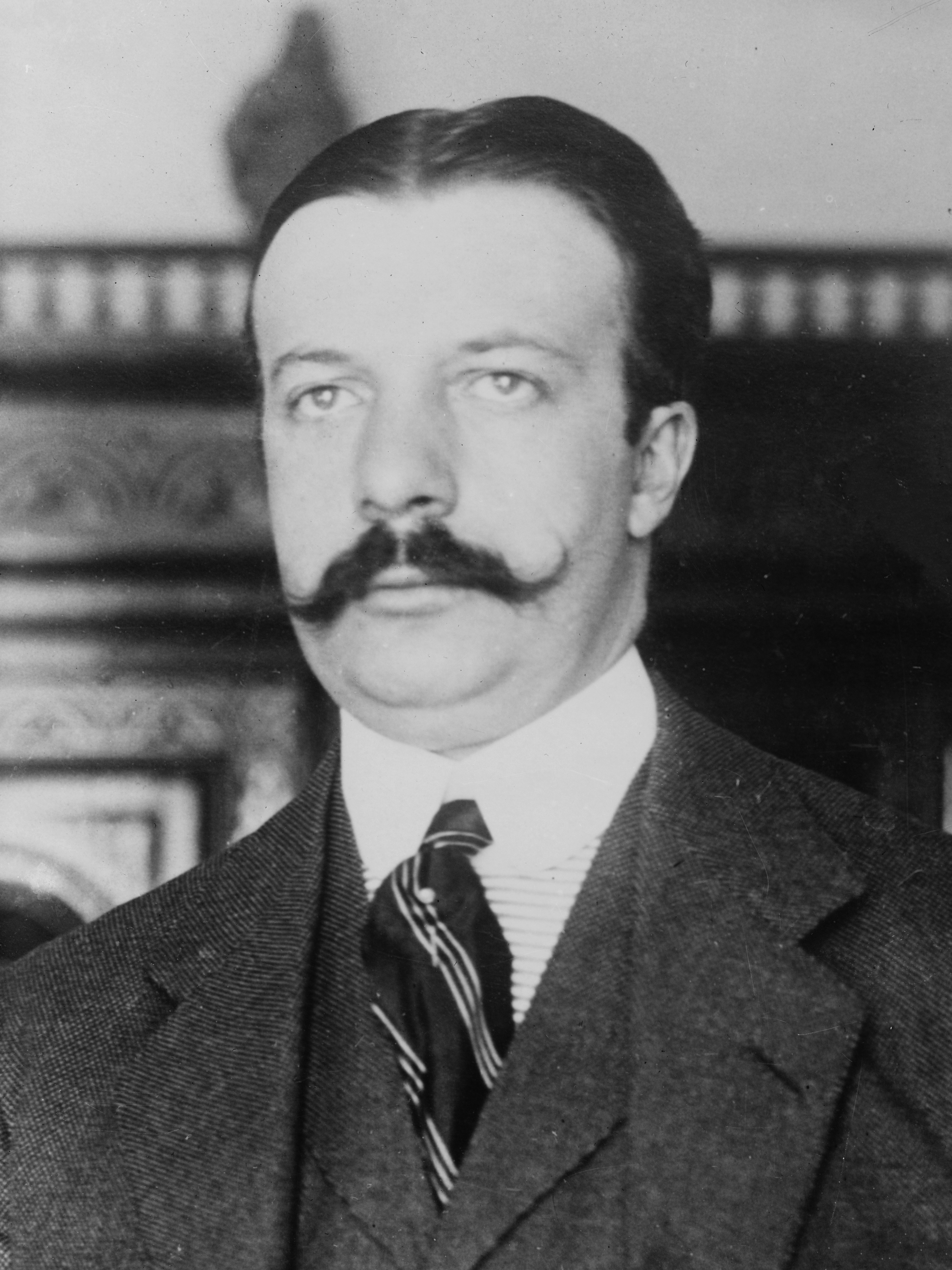
André Maginot, dernier grand bâtisseur de fortifications dans la vallée de l'Ubaye.

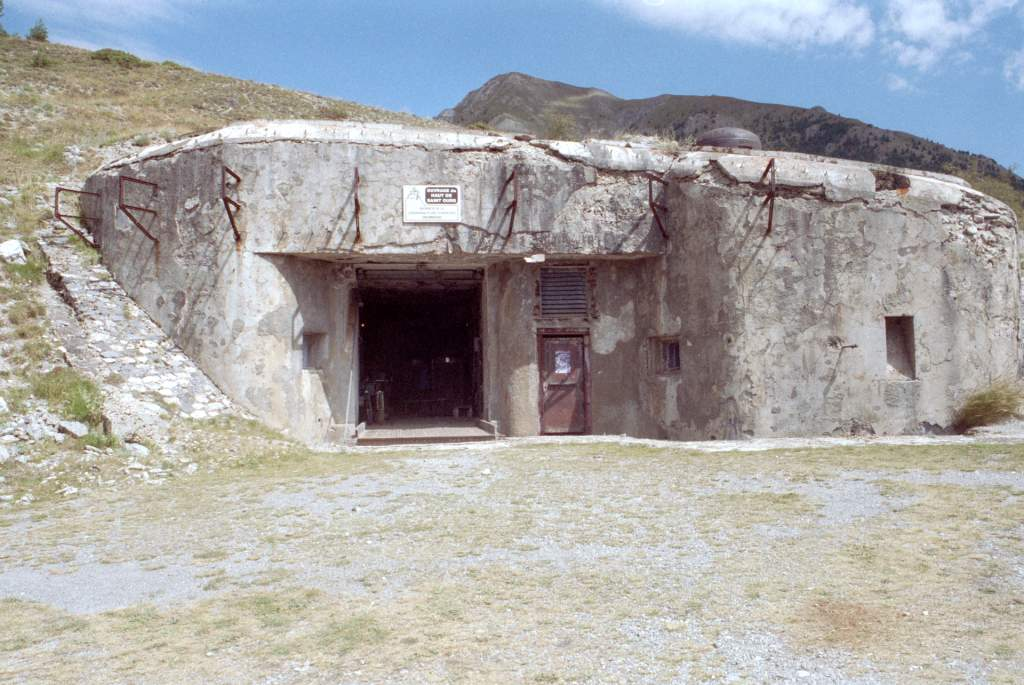
Entrée de l'ouvrage de Saint-Ours Haut.

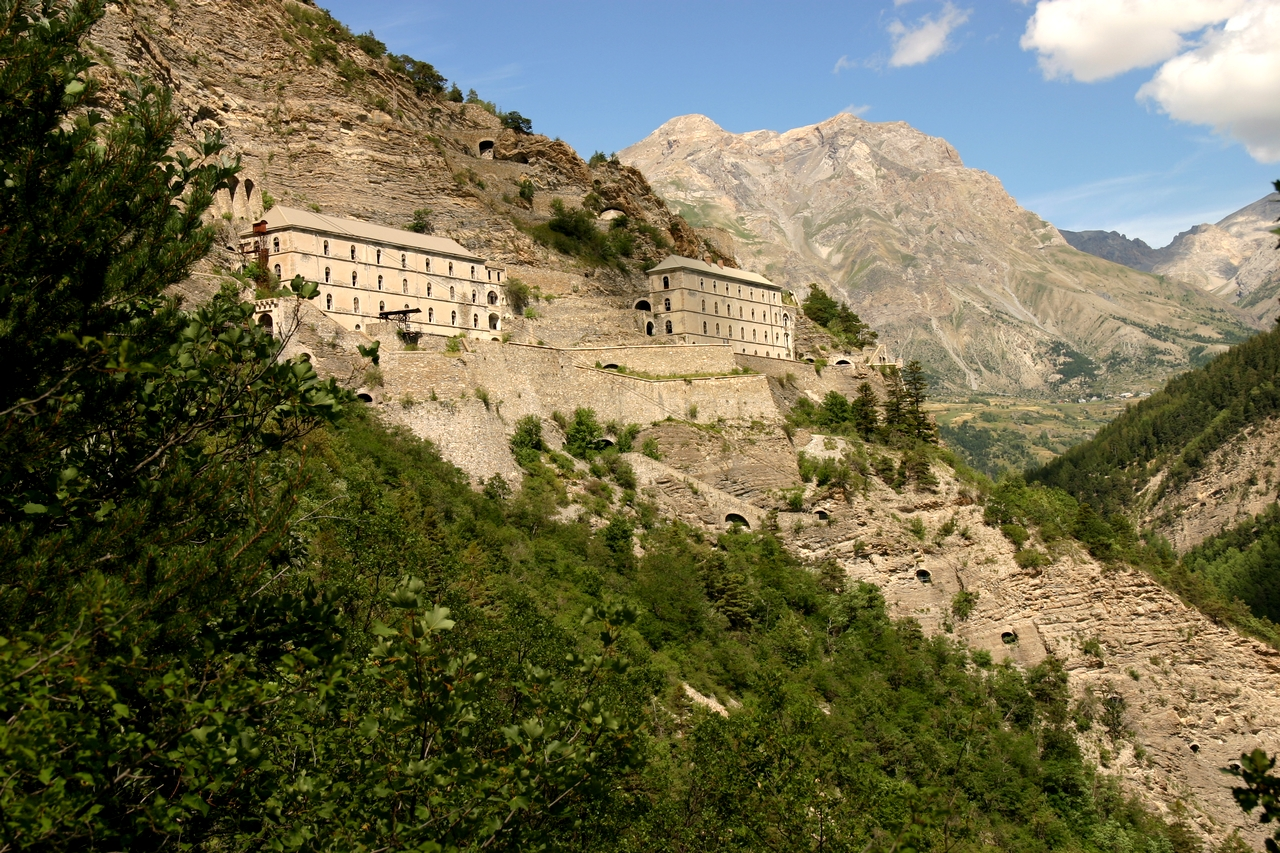
Partie visible du fort de Tournoux.

Sur le plan militaire, le XIXe siècle correspond à une grande époque pour la vallée de l'Ubaye. Entre les années 1840 et la fin du siècle, de nombreux forteresses et autres ouvrages militaires furent construits en Ubaye, pour protéger la frontière d'une éventuelle attaque italienne, en particulier par le col de Larche. Entre autres furent bâtis la caserne de Restefond, la caserne de Jausiers, le fort de Cuguret, le poste d'observation au sommet de Cuguret, le premier fort de Roche-la-Croix, et surtout le fort de Tournoux, surnommé le « Versailles militaire du XIXe siècle ». Ces ouvrages furent supervisés par de grands généraux de l'époque, tel Haxo ou Séré de Rivières.
Ces constructions furent inutiles lors de la Première Guerre mondiale, l'Italie ayant basculé du côté français. Le fort de Tournoux servit juste à l'internement de prisonniers allemands. Lors de cette guerre, 499 Ubayens furent tués au front. Cette fièvre bâtisseuse reprit à la fin des années 1920 avec la ligne Maginot des Alpes. Ce fut la construction du second fort de Roche-la-Croix, puissance forteresse bétonnée et semi-enterrée, « sous-marin terrestre ». On construisit aussi des ouvrages bétonnés à Saint-Ours, hameau de Meyronnes, pour doubler Roche-la-Croix sur l'autre versant de la vallée de l'Ubayette et ainsi bloquer une éventuelle armée italienne. Une forteresse bétonnée fut aussi construite au col de la Bonette, ainsi qu'a Viraysse. Tournoux fut modernisé. La redoute de Berwik, petit fort construit aux Gleizolles (hameau de Saint-Paul-sur-Ubaye) durant la guerre de Succession d'Espagne, fut restaurée pour servir de dépôt de munitions.
En 1939, le 11e bataillon de chasseurs alpins fut mis en garnison dans la vallée. Ces efforts ne furent pas inutiles. En 1940, l'armée italienne fut bloquée et l'Ubaye resta française. Cependant, la défaite de l'armée française fit qu'en 1942, l'Ubaye, comme le reste des Alpes, fut occupée par l'armée italienne. Lors de la capitulation italienne en 1943, ce fut l'armée allemande qui prit possession de la vallée de l'Ubaye et de ses forts. Si les FFI et les Alliés libérèrent la majeure partie de la vallée de l'Ubaye en 1944, il fallut attendre 1945 pour que les Allemands, retranchés dans la forteresse de Roche-la-Croix, quittent la vallée, détruisant le village de Larche au passage.
Après la Seconde Guerre mondiale, l'armée française abandonna petit à petit les forts, les vendant à des particuliers (comme le fort de Cuguret), ou les mettant à disposition d'associations protégeant le patrimoine de l'Ubaye, comme le fort de Tournoux ou celui de Roche-la-Croix qui se visitent. Aujourd'hui, le 11e BCA a été dissous, tout comme le Centre d'instruction et d'entraînement au combat en montagne basé jusqu'en 2009 à Barcelonnette, et il n'y a plus de réelle présence militaire, excepté certaines manœuvres comme l'exercice « Edelweiss 2024 » organisé par le 4e régiment de chasseurs de Gap.

### Exode rural
Au XXe siècle se poursuit un phénomène commencé cent ans plus tôt. Si dans les années 1920, l'immigration ubayenne au Mexique se termine, de nombreux habitants quittent la vallée, faute de travail, pour s'installer dans d'autres régions françaises. Si lors de la Révolution, la vallée de l'Ubaye était peuplé d'environ 16 000 habitants, ils ne sont plus que 9 300 en 1931 (7 700 en 2006). L'industrie principale de la vallée était le textile, or au XXe siècle, la concurrence nationale fait qu'une à une les usines ubayennes ferment, provoquant chômage et émigration. De plus, à l'époque, le tourisme, n'était pas développé en Ubaye. Cependant, cette baisse démographique était en partie compensé par l'immigration de travailleurs agricoles italiens, à tel point que certains à l'époque avaient peur que la vallée de l'Ubaye ne se transforme en vallée pastorale italophone revendiquée par l'Italie, ce qui ne se produisit pas.

### Depuis la Seconde Guerre mondiale

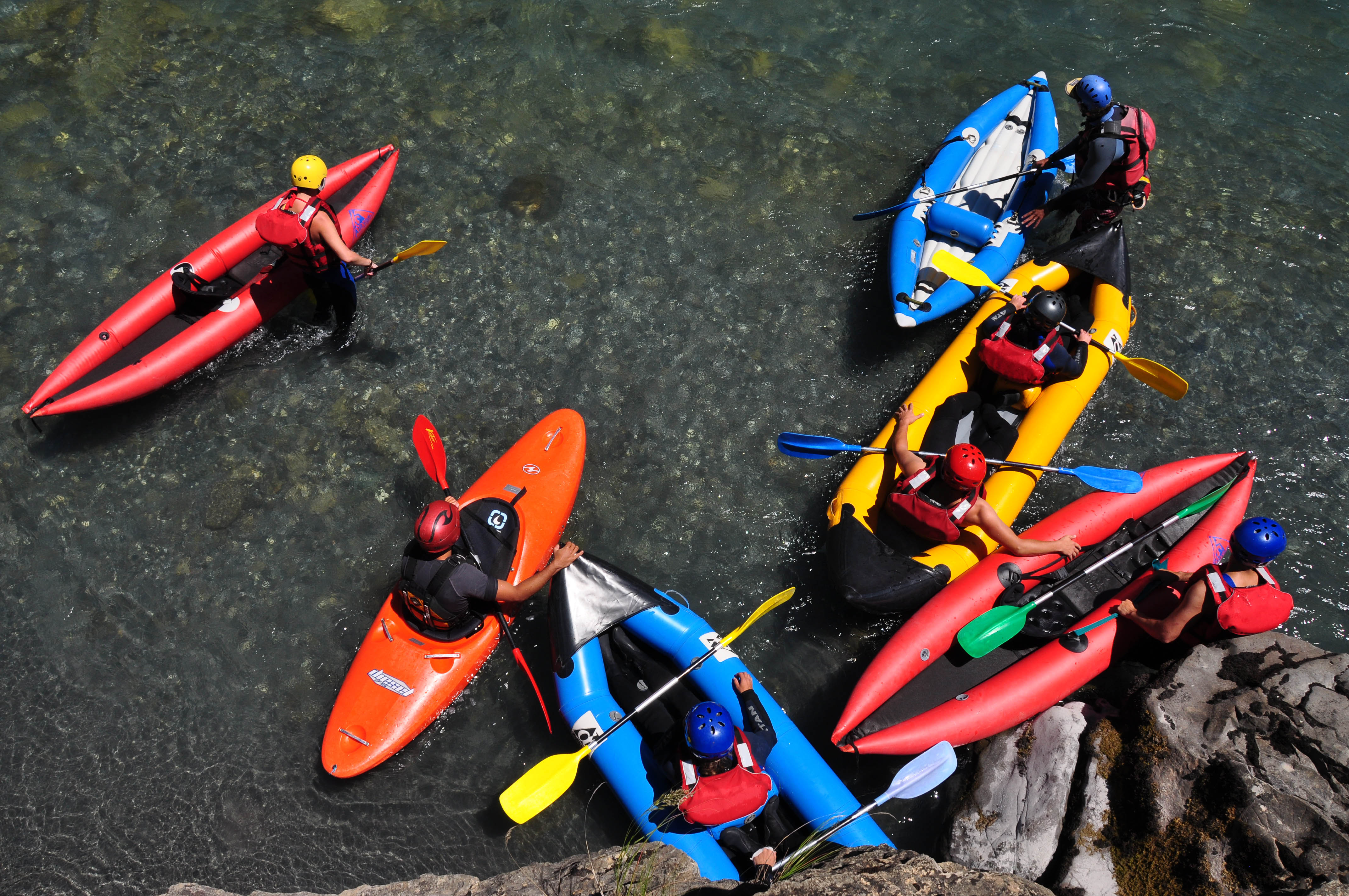
Canoë et kayak dans l'Ubaye.

Depuis la construction du barrage de Serre-Ponçon dans les années 1950, et des stations de ski telles Pra Loup, Le Sauze ou Sainte-Anne de la Condamine, l'Ubaye vit surtout du tourisme. Ce n'est cependant pas un tourisme aussi important que dans d'autres régions des Alpes, ce qui a permis de préserver le côté sauvage et traditionnel de beaucoup d'endroits de la vallée. L'élevage du mouton et la vente de produits du terroir (fromages, charcuteries, confitures, liqueurs, pâtisseries typiques, etc.) sont d’autres sources de revenus de la vallée de l'Ubaye. La vallée est aussi appréciée par des amateurs de sports d'eaux vives, de vol à voile, de randonnées et d'alpinisme.

## Sources

### Ouvrages
: document utilisé comme source pour la rédaction de cet article.
- Collectif, Histoires vécues en Ubaye, 1939-1945 : une vallée frontière dans la Seconde guerre mondiale, Barcelonnette, Sabença de la Valéia (Connaissance de la vallée), 2000, 2e éd. (ISBN 978-2908103281).
- Julien Coste, Vallis Montium : Histoire de la vallée de Barcelonnette, Barcelonette, Sabença de la Valeia, 1995, 228 p. (ISBN 2-908103-18-4). .
- Connaissance de la Vallée (Barcelonnette), La Vallée de Barcelonnette et la Révolution, Sabença de la Valeia (ISBN 978-2-908103-00-7 et 2-908103-00-1).
- Jean-Rémy Fortoul, Essai sur l'administration en Ubaye jusqu'en 1789, Sabença de la Valeia, 10 p..
- Étienne Garcin, Dictionnaire historique et topographique de la Provence ancienne et moderne, 1835 (lire en ligne), p. 114 à 126.